# The Man in the Road
The Man in the Road è un film britannico del 1956, diretto da Lance Comfort.

## Trama
Un uomo, al volante di un’automobile che procede di notte lungo una stradina di campagna dell’entroterra inglese, ferma la sua corsa perché in mezzo alla carreggiata giace un corpo umano, presumibilmente cadavere. Quando l’uomo smonta dall’auto, viene tramortito e rapito da alcuni individui, che poi trasportano di peso il cadavere nella vettura e le danno fuoco.
L’uomo riprende coscienza nella clinica diretta dal professor Cattrell, e soffre di amnesia, al punto di non ricordare che il proprio nome è Ivan Mason. I medici, e la seducente infermiera Mitzi, cercano di fargli ritornare la memoria, mostrandogli il passaporto che hanno rinvenuto nelle sue tasche, invitando alla clinica la padrona di casa di Ivan, facendolo incontrare col suo conoscente e datore di lavoro Dmitri Balinkev, e producendo un’altra serie di particolari, fra gli altri quello del suo programmato prossimo viaggio in Unione Sovietica, per far visita alla madre malata, a Mosca. Ivan non riesce a ricordare nulla di tutto ciò.
Il dottor Kelly, ubriaco, in un abboccamento personale con Ivan in un bar, gli insuffla confusamente il dubbio che il suo vero nome potrebbe non essere Ivan Mason, riferendogli strani avvenimenti cui aveva assistito quand’era in servizio presso la clinica, e spiegandogli che Cattrell potrebbe benissimo attuare su di lui un lavaggio del cervello, e alimentare l’”amnesia”, con mezzi in parte farmaceutici e in parte ipnotici.
Nel ritorno all’ospedale, il presunto Ivan fa la conoscenza di Rhona Ellison, che abita nelle vicinanze, alla quale egli racconta in parte la propria storia recente. Rhona, scrittrice di romanzi gialli, si appassiona alla vicenda e gli consiglia, una volta tornato alla clinica, di raccogliere prove e di contattare la polizia.
Le insinuazioni di Kelly, che quella sera stessa viene trovato assassinato, si confermano. “Ivan” fugge dall’ospedale e, resistendo ai sospetti tentativi di seduzione da parte di Mitzi, prende rifugio presso Rhona. I due investigano, scoprendo diverse delle macchinazioni dei gestori della clinica, e, inseguiti da essi, riescono ad avvertire Scotland Yard prima di essere fatti prigionieri. I giornali cominciano a parlare del mistero dell’automobile bruciata.
Risulta che Dmitri Balinkev è il capo di un’organizzazione di spie sovietiche, della quale fa parte il personale della clinica, che intende trasferire Ivan, in realtà il fisico nucleare James Paxton, in URSS, per avvalersi delle sue conoscenze a scopi bellici. Le spie minacciano di uccidere Rhona se lo scienziato, che ha sviluppato un rapporto amoroso con lei, una volta fatto regredire dall’amnesia posticcia, non avesse voluto collaborare spontaneamente. Prima che le spie riescano a far espatriare Paxton, la cui memoria va riprendendosi, la polizia, dopo alterne vicende, ha la meglio sull’organizzazione spionistica.